# Charles-Etienne Gudin
Charles Etienne Gudin (ur. 13 lutego 1768, zm. 22 sierpnia 1812) – generał z czasów rewolucji francuskiej i wojen napoleońskich.

## Życiorys
Urodził się w Montargis w arystokratycznej rodzinnie. Został przyjęty do szkoły wojskowej w Brienne i w roku 1782 został przyjęty do gwardii królewskiej. Jako porucznik został wysłany na Santo Domingo w 1791 roku, gdzie spędził rok, zanim powrócił do Francji w lipcu 1792 roku. Był mianowany na kilka pozycji jako oficer sztabowy w armiach północy (wtedy pod nazwą Armia Renu i Mozeli). Został generałem brygady na początku 1799 roku i dowodził oddziałem w wojnie w Szwajcarii. Następnego roku wziął udział w kilku bitwach i za umiejętności pokazane na polu bitwy został mianowany generałem dywizji.

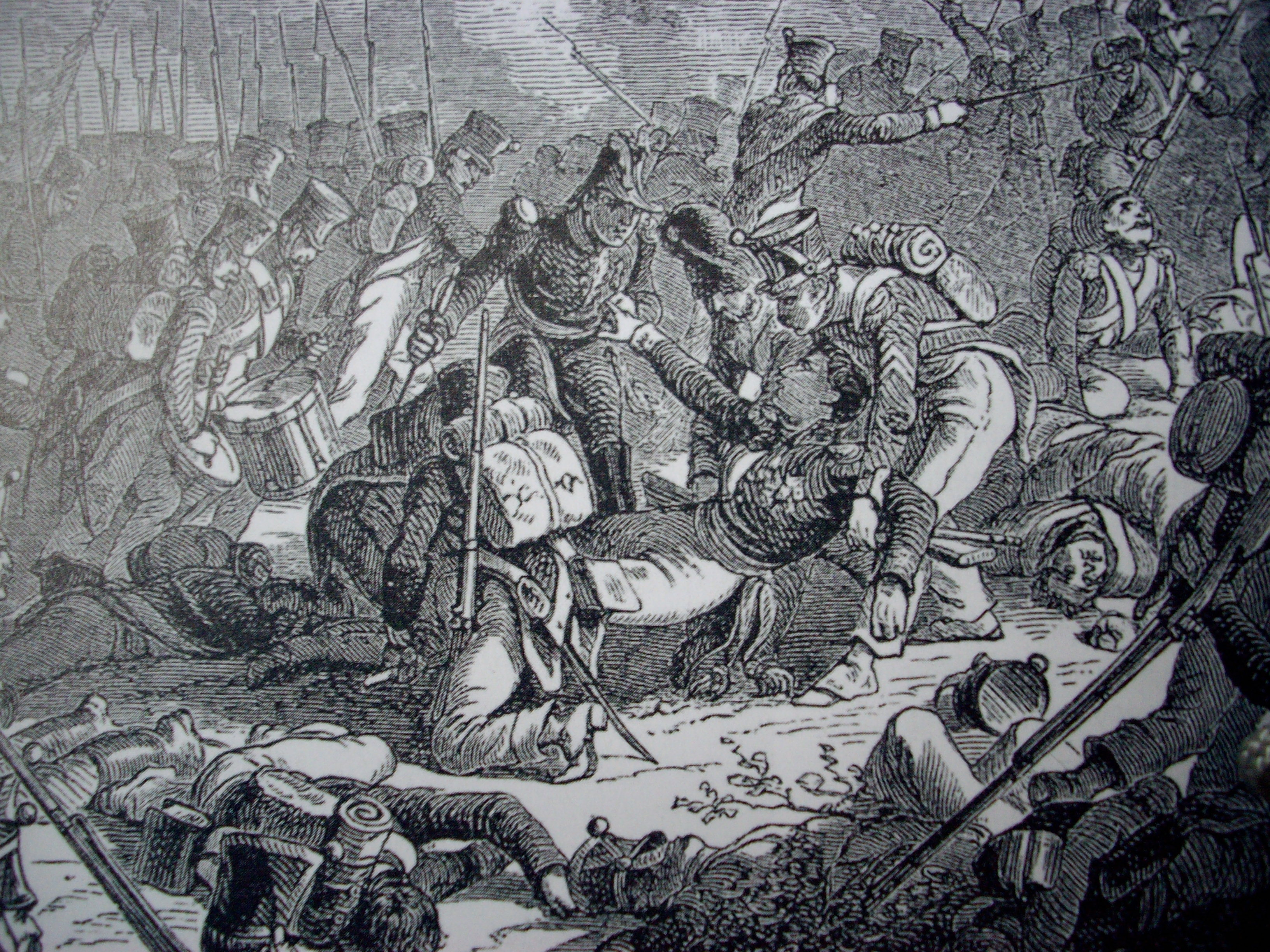
Generał Gudin ranny na polu bitwy pod Górą Walutyną pędzla Henri Félix Emmanuel Philippoteaux z XIX wieku

Generał Gudin otrzymał dowództwo nad 3 Dywizją piechoty w Wielkiej Armii Francuskiej i walczył w wojnach z trzecią i czwartą koalicją antyfrancuską pomiędzy 1805 a 1807 rokiem. Jego 3 Dywizja w III Korpusie była pierwszą formacją, która wzięła udział w bitwie pod Jeną-Auerstedt i wzięła na siebie główny ciężar walk. Zginęło wtedy 40% żołnierzy, a sam Gudin został ciężko ranny. W 1808 roku został Hrabią Imperium Francuskiego, a następnego roku zarządcą zamku w Fontainebleau. Wziął następnie udział w kilku bitwach w wojnie przeciwko V koalicji antyfrancuskiej i został ponownie ranny w bitwie pod Wagram. W 1812 roku otrzymał dowodzenie 3 dywizją I korpusu Wielkiej Armii. W bitwie pod Górą Walutyną, 19 sierpnia 1812 w Rosji, został trafiony kulą armatnią, która zmiażdżyła mu udo i łydkę. Przeszedł operację amputacji nogi, lecz zmarł 3 dni później z powodu gangreny. Jego serce zostało złożone na cmentarzu Père-Lachaise, a pozostałe szczątki zostały pochowane w mauzoleum w cytadeli smoleńskiej. Po tym jak Niemcy w czasie II wojny światowej zbombardowali Smoleńsk i jego okolice, miejsce spoczynku Gudina pozostawało nieznane. Latem 2019 roku w Smoleńsku dokonano ekshumacji w wyniku której na podstawie DNA zidentyfikowano szczątki Gudina. Dwa lata po tym uroczyście przeniesiono je do Francji. W poszukiwanie szczątków zaangażowana była „Fundacja Rozwoju Rosyjsko–Francuskich Inicjatyw Historycznych” na której czele stoi m.in. córka rzecznika Kremla Dimitrija Pieskowa – Lisa.

## Rodzina
Gudin ożenił się z Jeanne Caroline Christine Creutzer, która była siostrą generała brygady Charlesa Augusta Creutzera.

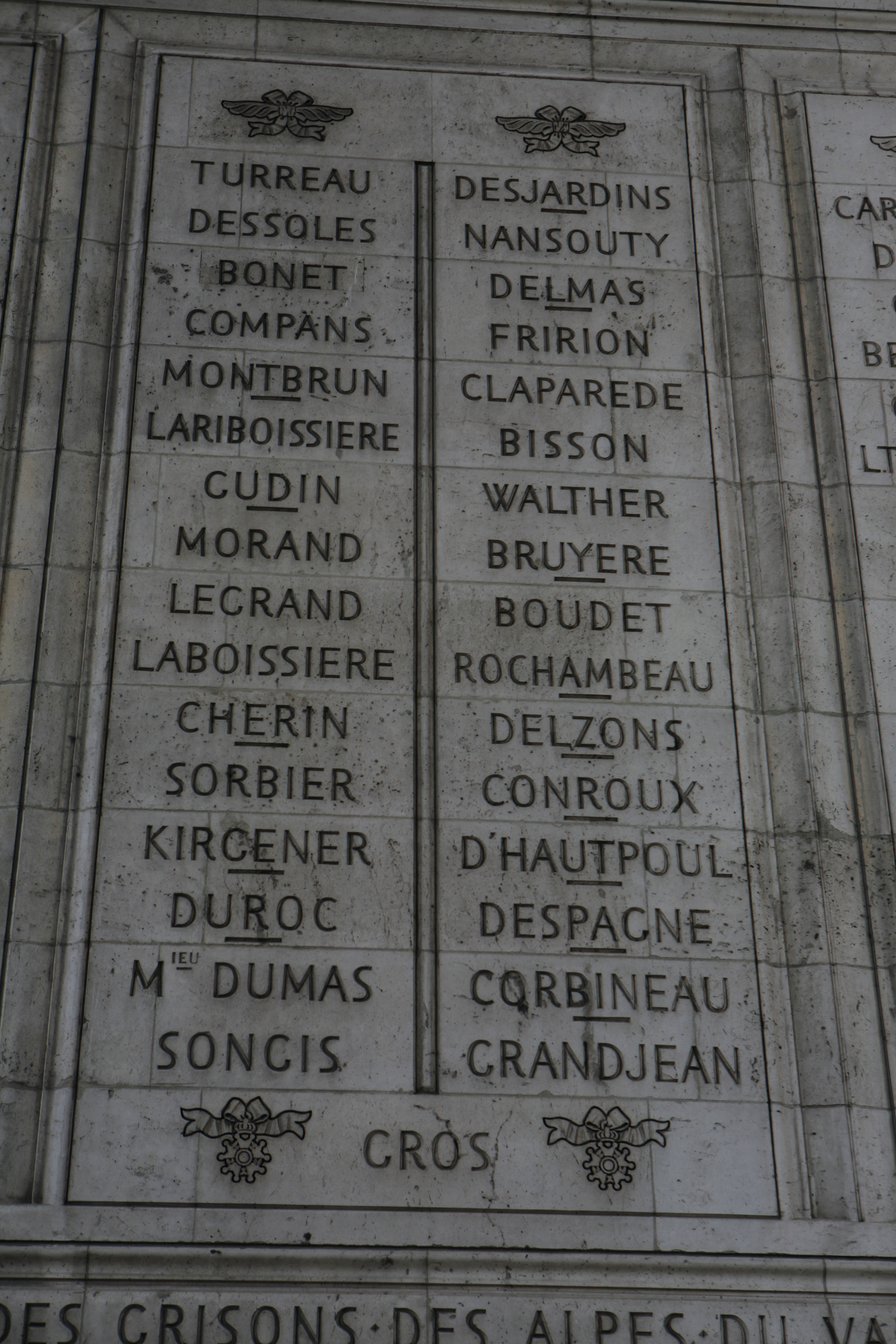
Nazwisko Gudina jest wyryte na Łuku Triumfalnym w Paryżu (7 od góry po lewej stronie).

## Legenda
Jego nazwisko znajduje się na Łuku Triumfalnym w Paryżu. Jest wymieniony jako generał, w którego dywizji walczą polscy żołnierze w lekturze O żołnierzu tułaczu.